# Leo (Sänger)

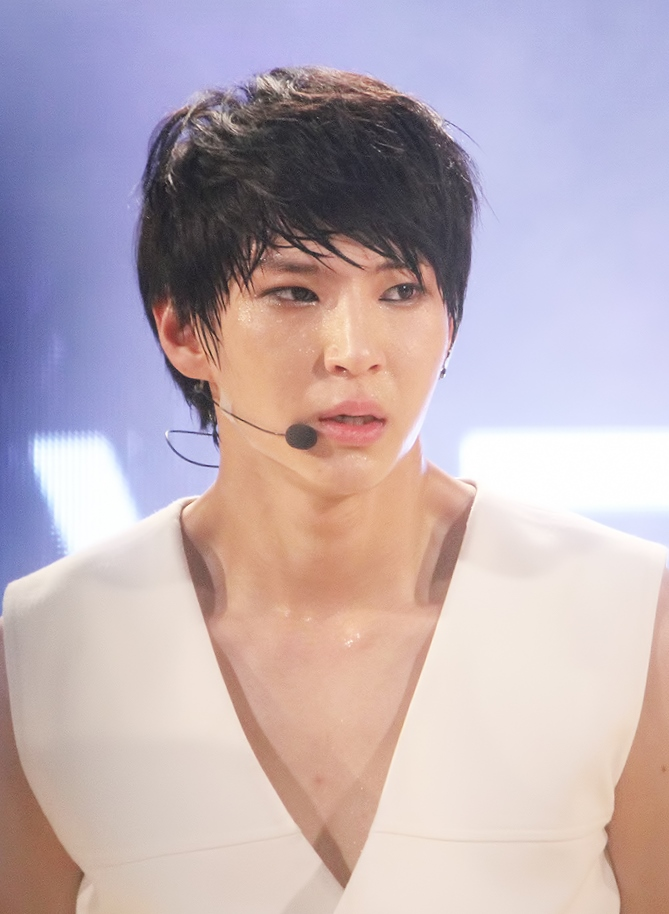
Leo (2013)

Jung Taek-woon (kor. 정택운, geb. 10. November 1990 in Seoul), besser bekannt als Leo (kor. 레오), ist ein südkoreanischer Sänger, Songwriter und Musical-Schauspieler, der bei Jellyfish Entertainment unter Vertrag steht. Bekannt für seine hohen, scharfen und klaren Töne, hatte er im Mai 2012 sein Debüt als Mitglied der südkoreanischen Boygroup VIXX. 2014 begann er seine Schauspielkarriere in dem Musical Full House in der Rolle des Lee Young-jae. Seine Songwritingkarriere begann er im Jahr 2015 und formte mit dem VIXX-Mitglied Ravi die erste Subgruppe der Band mit dem Namen VIXX LR.

## Biografie
Leo wurde am 10. November 1990 in Yangjae-dong, Seoul, Südkorea geboren und hat drei ältere Schwestern. Er studierte Musikkomposition an der Howon University und war von 2004 bis 2007 ein Mitglied der Nationalen Jugendfußballspieler. Während er sich von einer Verletzung erholte, wurde sein Interesse daran, Sänger zu werden, dadurch geweckt, dass er das Lied Walking in the Sky von Weesung hörte.

## Karriere

### 2012–2014: Debüt mit VIXX, Blossom Tears und Schauspieldebüt
Leo bestand die Audition bei Jellyfish Entertainment aufgrund seines musikalischen Talents und war einer von zehn Auszubildenden, die in die Mnet-Realityshow MyDOL gewählt wurden. Er wurde Teil der Endaufstellung von VIXX, mit der er mit Super Hero am 24. Mai 2012 auf M! Countdown sein Debüt hatte. Während MyDOL war er in den Musikvideos Let This Die von Brian Joo und Shake It Up von In-guk zu sehen. Nach seinem Debüt mit VIXX war er zusammen mit seinen Gruppenmitgliedern in Episode 4 des SBS-TV-Dramas The Heirs – Highschool der Superreichen zu sehen.
Leo nahm bereits an mehreren sportlichen Varietyshows wie Dream Team oder Idol Athletics Championship mit anderen K-Pop-Stars teil. Er hatte einen Gastauftritt in einer Episode von Running Man als Mitglied eines Fußballteams.
2014 hatte Leo zusammen mit Hyuk einen Cameoauftritt in dem SBS-TV-Drama Glorious Day. Er spielte von April bis Juni die Hauptrolle Lee Young-jae in dem Musical Full House in dem Hongik Daehangno Arts Center Grand Theater in Seoul. Im selben Jahr nahm er an dem Projekt Y.Bird from Jellyfish Island teil, kreiert von dem Jellyfish-Entertainment-CEO Hwang Se-jun, in einer Kollaboration mit LYn mit ihrer selbst geschriebenen Single Blossom Tears (kor. 꽃잎놀이) teil. Ihre Single Y.BIRD from Jellyfish with LYn X Leo war die vierte des Projekts. In dem Musikvideo spielte er einen Psychopathen, der die Frauen, die er liebt, tötet, damit er sie behalten kann.

### 2015–heute: Komposition und Debüt mit der Subgruppe VIXX LR und Mata Hari
2015 komponierte Leo das Lied On a Cold Night (kor. 차가운 밤에) von VIXXs fünftem Single-Album Boys’ Record. Original schrieb er es als ein Duett zwischen ihm und Ken, trotzdem wurde mit dem Rest der VIXX-Mitglieder eine Studioversion herausgebracht.
Am 7. August 2015 veröffentlichte Jellyfish Entertainment einen Videotrailer auf der offiziellen Website von VIXX. Dort war ein mysteriöser Countdown mit der Silhouette des letzten Albums Boys’ Record zu sehen. Als die Zeit abgelaufen war, verschwanden die VIXX-Mitglieder, bis schließlich nur noch Leo und Ravi zu sehen waren. Dies veranlasste die Fans dazu zu vermuten, dass es ein anderes Comeback für alle 6 Mitglieder bedeuten würde. Der Videotrailer von VIXX LR wurde dann veröffentlicht.
Von Jellyfish Entertainment wurde bestätigt, dass VIXX LR die erste Subgruppe von VIXX sei, bestehend aus dem Rapper Ravi und dem Sänger Leo. Ihr Debüt machten sie mit dem Mini-Album Beautiful Liar, das am 17. August 2015 veröffentlicht wurde. Am selben Tag hatten sie ihren ersten Auftritt mit Beautiful Liar in der Yes24 Muv Hall in Mapo-gu, Seoul.
Am 10. November 2015, Leos 25. Geburtstag, wurde das zweite Studioalbum von VIXX Chained Up veröffentlicht. Nach der Veröffentlichung wurde das Titellied Platz 1 bei Mnet, Genie, Monkey3 und Naver Music. Die restlichen Lieder des Albums konnten sich ebenso in den Charts platzieren.
Vom 25. März bis zum 12. Juni 2016 spielte Leo in dem Musical Mata Hari die Hauptrolle Armand im Blue Square in Seoul. Es wurde bekannt gegeben, dass er statt seines Künstlernamens seinen Geburtsnamen Jung Taek Woon für die Rolle verwenden werde, anders als bei dem Musical Full House, wo er seinen Künstlernamen verwendete.
Am 20. September 2016 arbeitete Leo mit der Schauspielerin und DJ Park So-hyun zusammen, um den 20. Jahrestag von SBS Power FM zu feiern, und veröffentlichte das Lied That’s All (kor. 그뿐야) als Teil des SBS Power FM 20 Year Anniversary Song Project.
Im Oktober 2017 wurde bekannt, dass Leo von Dezember 2017 bis März 2018 in dem Musical The Last Kiss (alternativer Titel: Rudolf) mitwirken würde. An seiner Seite standen Suho von EXO und Luna von f(x).
Mitte Juli 2018 wurde bekannt gegeben, dass am 31. Juli 2018 Leos erstes Mini-Soloalbum mit dem Titel Canvas erscheinen soll.

## Diskografie

### EPs
| Jahr | Titel          | Höchstplatzierung, Gesamtwochen, AuszeichnungChartsChartplatzierungen (Jahr, Titel, Platzierungen, Wochen, Auszeichnungen, Anmerkungen) | Anmerkungen                           |
| Jahr | Titel          | KR | Anmerkungen                           |
| ---- | -------------- | --- | ------------------------------------- |
| 2018 | Canvas         | KR2 (4 Wo.)KR | Erstveröffentlichung: 31. Juli 2018   |
| 2019 | Muse           | KR6 (5 Wo.)KR | Erstveröffentlichung: 17. Juni 2019   |
| 2022 | Piano Man Op.9 | KR8 (7 Wo.)KR | Erstveröffentlichung: 23. August 2022 |

### Singles
| Jahr | Titel Album                                     | Höchstplatzierung, Gesamtwochen, AuszeichnungChartsChartplatzierungen (Jahr, Titel, Album, Platzierungen, Wochen, Auszeichnungen, Anmerkungen) | Anmerkungen                                        |
| Jahr | Titel Album                                     | KR | Anmerkungen                                        |
| ---- | ----------------------------------------------- | --- | -------------------------------------------------- |
| 2018 | Touch & Sketch Canvas                           | — | Erstveröffentlichung: 2018                         |
| 2018 | You Are There, But Not There (있는데 없는 너) – | — | Erstveröffentlichung: 2018 feat. Hanhae            |
| 2019 | The Flower Muse                                 | — | Erstveröffentlichung: 2019 feat. Maximilian Hecker |
| 2019 | Romanticism (로맨티시즘) Muse                   | — | Erstveröffentlichung: 2019                         |
| 2019 | All of Me –                                     | — | Erstveröffentlichung: 2019                         |
| 2019 | December, The Night of Dreams (12월 꿈의 밤) –  | — | Erstveröffentlichung: 2019                         |
| 2021 | I’m Still Here (남아있어) –                     | — | Erstveröffentlichung: 2021                         |
| 2022 | Losing Game Piano Man Op.9                      | — | Erstveröffentlichung: 2022                         |

### Zusammenarbeiten
| Jahr | Titel Album                                                                          | Höchstplatzierung, Gesamtwochen, AuszeichnungChartsChartplatzierungen (Jahr, Titel, Album, Platzierungen, Wochen, Auszeichnungen, Anmerkungen) | Anmerkungen                                                          |
| Jahr | Titel Album                                                                          | KR | Anmerkungen                                                          |
| ---- | ------------------------------------------------------------------------------------ | --- | -------------------------------------------------------------------- |
| 2014 | Blossom Tears (꽃잎놀이) Y.BIRD from Jellyfish with LYn X Leo                        | KR11 (3 Wo.)KR | Erstveröffentlichung: 2014 Verkäufe KR (Download): + 170.273 mit LYn |
| 2016 | That’s All (그뿐야) SBS Power FM 20 Year Anniversary Song Project – Part 2           | — | Erstveröffentlichung: 2016 mit Park So-hyun                          |
| 2018 | We, the Reds (우리는 하나) 2018 National Football Team Cheering Album 'We, the Reds' | — | Erstveröffentlichung: 2018 mit Sejeong                               |

### Songwriting
| Jahr | Album           | Song            | Künstler           | Text        | Text      | Musik       | Musik      | Anmerkung                     |
| Jahr | Album           | Song            | Künstler           | Geschrieben | Mit       | Geschrieben | Mit        | Anmerkung                     |
| ---- | --------------- | --------------- | ------------------ | ----------- | --------- | ----------- | ---------- | ----------------------------- |
| 2015 | Boys’ Record    | On a Cold Night | VIXX               | Ja          | Ravi(rap) | Ja          |            | [ 31 ]                        |
| 2015 | Beautiful Liar  | Words to Say    | VIXX LR            | Ja          |           | Ja          |            | [ 32 ]                        |
| 2015 | Beautiful Liar  | My Light        | VIXX LR            | Ja          | Ravi      | Ja          | Melodesign | [ 32 ]                        |
| 2016 | Depend on Me    | Shadow          | VIXX               | Ja          |           | Ja          |            | Limited Edition A Bonus Track |
| 2016 | 花風\|Hana-Kaze | Moonlight       | VIXX               | Ja          |           | Ja          |            |                               |
| 2016 | That’s All      | That’s All      | Leo x Park So-hyun | Ja          |           | Ja          | Jo Yong-ho | [ 34 ]                        |

## Filmografie

### TV
| Jahr | Sender | Titel               |               |
| ---- | ------ | ------------------- | ------------- |
| 2016 | MBC    | King of Mask Singer | [ 35 ] [ 36 ] |

### Musikvideos
| Jahr | Musikvideo                       | Künstler      |
| ---- | -------------------------------- | ------------- |
| 2011 | Shake It Up                      | Seo In-guk    |
| 2012 | Let This Die                     | Brian Joo     |
| 2012 | Let This Die (Extended Eng Ver.) | Brian Joo     |
| 2014 | Blossom Tears                    | Duett mit LYn |

### Musicals
| Jahr    | Titel                     | Rolle         | Anmerkung                                            |
| ------- | ------------------------- | ------------- | ---------------------------------------------------- |
| 2014    | Full House                | Lee Young-jae | Hauptrolle, unter dem Namen Leo.                     |
| 2016    | Mata Hari                 | Armand        | Hauptrolle, unter dem Namen Jung Taek Woon           |
| 2016–17 | The Count of Monte Cristo | Albert        | Unterstützende Rolle, unter dem Namen Jung Taek Woon |